# 伊藤美紀 (声優)
伊藤 美紀（いとう みき、1962年10月21日 - ）は、日本の女性声優。東京都江東区深川出身。大沢事務所所属。
代表作に『ドラゴンボールZ』（人造人間18号）、『マリア様がみてる』（小笠原祥子）、『銀魂』（孔雀姫華陀）、『ひぐらしのなく頃に』（鷹野三四）、『夏目友人帳』（藤原塔子）などがある。

## 来歴
東京都江東区深川で誕生。小学校に入学した時期に、サラリーマンであった父がマイホーム構想を抱き、一家で千葉県佐倉市に転居。
佐倉市立下志津小学校、佐倉市立上志津中学校、千葉県立八千代高等学校を経て、筑波大学卒業。高校時代はアナウンサーを志望していたが、大学時代の先輩から「アニメ向きの声だね」と助言され、後にニッポン放送のアマチュア声優コンテストで第3位、角川賞を受賞。プロになろうと大学3年生時より勝田声優学院に通い始め、1985年1月にOVA『GREED』（イノセントB役）で声優デビュー。勝田の同級生に鷹森淑乃、1年先輩に岡本麻弥がいる。大学4年生になり卒業も間近になった頃『へーい!ブンブー』のミスター役にオーディションで決まったため、大喜びで演じていたという。翌1986年の映画『プロジェクトA子』（摩神英子役）が初主演作となる。元々演技の幅が評価を受けていたことから、1990年代まではバイプレイヤー的な出演が多かった。
舞台経験も積んでいたが、1990年代前半頃、ナレーションの仕事を志望したことを理由に、アーツビジョンより大沢事務所へと移籍。以後は今日に至るまで同事務所に所属することとなる。1990年代後半以降は育児もあり、活動が減少していたが、その後再び本格的に活動を再開することとなった。
2004年の『マリア様がみてる』（小笠原祥子役）以降、若い層にもファンを増やすこととなり、主要キャラクターを演じることも増えている。2005年には『SHUFFLE!』（時雨亜沙役）でメインヒロインを演じた他、2006年には『少女チャングムの夢』で、テレビアニメでは初となる主役を演じた。
2011年12月、愛河里花子が理事長を務めるNPO法人「声と未来」に加入し活動を行っている。

## 人物
海外作品の吹き替えもこなし、特にキャメロン・ディアスは少数ではあるが、『マスク』など初期の作品を担当している。この他、CMやバラエティ番組のナレーションなども担当している。
既婚者であり、娘が1人いる。面倒見が良く、共演した後輩などを自宅に招き、手料理を振舞うこともある。
篠原恵美とは親友であり、またほぼ同期・同世代であり、声優としてもキャリア初期の『プロジェクトA子』以来、『魔法騎士レイアース』、『マリア様がみてる』など多くの作品で共演している。
また、デビュー作での共演をきっかけに皆口裕子とも仲が良い。
同い年である田中敦子とも、『機動戦士Vガンダム』（ルペ・シノ役）以来の付き合いとなる。共に伊藤を「美紀ちゃん」と呼んでいるが、このうち皆口は伊藤より年下であるものの、初対面の際に勘違いし「ちゃん付け」で話しかけたことから、今でもそう呼んでいるという。
他の愛称に「いとみち」・「いとみっちゃん」があった。最初は「伊藤美紀」を縮めた「いとみき」と呼ばれていたが、そこからさらに変化した。
『マリア様がみてる』の共演者とも交流があり、作品での役柄から「お姉さま（植田佳奈限定）」や「祥子さま」と呼ばれている、また（伊藤）自身も「祐巳（植田佳奈）」、「令ちゃん（伊藤静）」、「フェティダ（生天目仁美）」などの呼び名を使っている。特に植田とは、同作品以降共演が増えた他、プライベートでも交流が多くなっている。
特技は水泳、日本舞踊。
中学時代はバスケット部に所属していた。大学時代では民族学を専攻していた。
兄が2人いて、3人兄妹の末っ子である。犬を飼っていた時期もあり、『へーい!ブンブー』のミスター役の時は感情を鳴き声でどう表すのかと、顔を突き合わせて研究したという。

## 出演
太字はメインキャラクター。

### テレビアニメ
1985年
- 蒼き流星SPTレイズナー（フランソワ）
- 機動戦士Ζガンダム（ミネバ・ラオ・ザビ）
- キャッツ♥アイ（明子の取り巻き）
- へーい!ブンブー（ミスター）

1986年
- あんみつ姫（早苗、のいちご）
- 機動戦士ガンダムΖΖ（ミネバ・ラオ・ザビ）
- タッチ（柏葉令子〈高二時代〉）
- 光の伝説（山崎里見）
- ボスコアドベンチャー（ジェニー）

1987年
- エスパー魔美（1987年 - 1989年、女生徒B、花嫁、チコ、由紀）
- きまぐれオレンジ☆ロード（マクドナルド店員、ヨーコ）
- トランスフォーマー ザ☆ヘッドマスターズ（パピカ）

1988年
- ウルトラB（エレベーターガール）
- シティーハンター2（真知子）
- それいけ!アンパンマン（1988年 - 1993年、ポットちゃん、ハトくん、スケールちゃん〈初代〉、ケーキくん、水玉姫）
- 超音戦士ボーグマン（さおり）
- トッポ・ジージョ（マルコ）
- ミスター味っ子（1988年 - 1989年、少年A、女店員B、メダカ）
- 燃える!お兄さん（女の子）

1989年
- 青いブリンク（キララ姫）
- 昆虫物語 みなしごハッチ（カメムシの女の子、ネネ、アンナ）
- ジャングルブック・少年モーグリ（1989年 - 1990年、キチ）
- 獣神ライガー（1989年 - 1990年、神代まい）
- 新グリム名作劇場（子供）
- チンプイ（1989年 - 1991年、秦さやか、エリC）
- 魔動王グランゾート（ライム）
- 魔法使いサリー（1989年版）（1989年 - 1991年、カレン、バブル妖精）
- 三つ目がとおる（クミ）
- YAWARA!（女A〈百合恵〉、女B、女子生徒A）

1990年
- NG騎士ラムネ&40（ソフィー）
- おぼっちゃまくん（1990年 - 1992年、北白川夕貴 他）
- 三丁目の夕日
- ドラえもん（テレビ朝日版第1期）（1990年 - 2000年、幼児、なっちゃんのお母さん）
- ドラゴンクエスト（ジェニー）
- 魔法のエンジェルスイートミント（メルン）
- 桃太郎伝説 PEACHBOY LEGEND（サユリ）
- 八百八町表裏 化粧師（おみの）

1991年
- 美味しんぼ（幡中の妻）
- OH!MYコンブ（美少女）
- おにいさまへ…（古田めぐみ）
- おばけのホーリー（ロージー〈初代〉）
- 緊急発進セイバーキッズ（1991年 - 1992年、カリン、謎の女 / 遥スタンレー）
- 少年アシベ
- 絶対無敵ライジンオー（1991年 - 1992年、大宮恵津子）
- 21エモン（女性客、ガイド、リゲルのパパ〈少年〉）
- ハイスクールミステリー学園七不思議（浩子、富岡映子）
- 森の妖精（ラリー）

1992年
- クレヨンしんちゃん（1992年 - 2022年、酒井しのぶ〈初代〉 / 女子大生、UNISHIROの店長、しずか、リカママ、カーリー・須磨代、児玉さん 他）
- 元気爆発ガンバルガー（1992年 - 1993年、霧隠かすみ、立花亜衣子）
- 伝説の勇者ダ・ガーン（ジュリア）
- ドラゴンボールZ（1992年 - 1995年、人造人間18号、女の子、女の人）
- 花の魔法使いマリーベル（クリス）
- 美少女戦士セーラームーン（妖魔テティス、ダイヤ王女）
- ファンタジーアドベンチャー 長靴をはいた猫の冒険
- ママは小学4年生（ユリカ）
- 横山光輝 三国志

1993年
- 機動戦士Vガンダム（ルペ・シノ）
- GS美神（机妖怪の愛子）
- しましまとらのしまじろう
- ドラゴンボールZ 絶望への反抗!!残された超戦士・悟飯とトランクス（人造人間18号）
- 平成イヌ物語バウ（若い女性）
- 熱血最強ゴウザウラー（大宮恵津子、しのぶの母、北島博子）
- ムカムカパラダイス（バニーガールB）

1994年
- ツヨシしっかりしなさい（今井とも子）
- 美少女戦士セーラームーンS（う・バーラ）
- 魔法騎士レイアース（海のママ、ノヴァ）
- 勇者警察ジェイデッカー（1994年 - 1995年、エヴァ・フォルツォイク）

1995年
- 魔法陣グルグル（チュール）

1996年
- 機動新世紀ガンダムX（侍女B）
- 怪盗セイント・テール（直美）
- ガンバリスト!駿（まり子の母）
- ドラゴンボールGT（1996年 - 1997年、レーヌ、18号、マンバ） - 1シリーズ + 特別編
- バケツでごはん（三平）
- 美少女戦士セーラームーンセーラースターズ（アリス）
- 魔法少女プリティサミー（琴恵、コミック女）
- 名犬ラッシー（パーキンス夫人）

1997年
- 手塚治虫の旧約聖書物語（弟）
- バトルアスリーテス大運動会（ジェシー・ガートランド）
- 名探偵コナン（1997年 - 2020年、西谷美帆、天野つぐみ、北条初穂、明智恵理、満の母、鈴木由美、八代美紗、小暮留海、大出伊緒）

1998年
- Weiß kreuz（シェーン）
- カードキャプターさくら（大道寺園美）
- serial experiments lain（幼女〈大人声〉）
- タッチ Miss Lonely Yesterday あれから君は…（鈴子）
- TRIGUN（マリリン）
- VISITOR（玉枝）
- Bビーダマン爆外伝（メルヘンボン）

1999年
- 宇宙海賊ミトの大冒険2人の女王様（主婦）
- 週刊ストーリーランド（1999年 - 2001年、佐藤幸子、カオル、スタジオアナ、受付の女、速水刑事、由美子）
- 星方天使エンジェルリンクス（アンヌ・ラパン）
- Petshop of Horrors（エイーズ・デッセン）

2000年
- 人形草紙あやつり左近（九条明紀）
- ブギーポップは笑わない Boogiepop Phantom（来生真希子）

2001年
- オフサイド（織田由樹子）
- The Soul Taker 〜魂狩〜（オリビア・カーライル）
- タッチ CROSS ROAD〜風のゆくえ〜（シェリー）
- ちっちゃな雪使いシュガー（バーベラ）
- チャンス〜トライアングルセッション〜（海原円）

2002年
- あたしンち（2002年 - 2007年、店員、女性客、ハカマダ / たっくんママ）
- 最終兵器彼女（ふゆみ）
- ポケットモンスター（みやび）

2003年
- 明日のナージャ（ジュリエッタ）
- アストロボーイ・鉄腕アトム（写楽）
- キノの旅 -the Beautiful World-（さくらの母）
- 君が望む永遠（石田あづさ）
- DEAR BOYS（北川千尋）
- ポポロクロイス（ウララ）

2004年
- ケロロ軍曹（マザー）
- ふたりはプリキュア（2004年 - 2006年、雪城文） - 2シリーズ
- ポケットモンスター アドバンスジェネレーション（エミリー）
- マリア様がみてる（2004年 - 2009年、小笠原祥子） - 3シリーズ

2005年
- ああっ女神さまっ（2005年 - 2007年、リンド） - 2シリーズ + 特別編
- かみちゅ!（一橋茜）
- 地獄少女（安田景子）
- SHUFFLE!（2005年 - 2007年、時雨亜沙、幼い亜沙） - 2シリーズ
- ブラック・ジャック（水原、看護婦）
- まじかるカナン（柊絵美）
- 雪の女王（クラウスの母）

2006年
- エア・ギア（美作涼）
- 陰からマモル!（陰守桜子）
- くじびき♥アンバランス（千尋の母）
- ゴーストハント（産砂恵）
- 少女チャングムの夢（チャングム）
- ひぐらしのなく頃に（2006年 - 2007年、鷹野三四） - 2シリーズ
- Fate/stay night（藤村大河）
- ブラック・ジャック21（佐伯夫人、ヨハンの母）
- マージナルプリンス〜月桂樹の王子達〜（姉貴）
- まじめにふまじめ かいけつゾロリ（セコイヤ夫人）

2007年
- 銀魂（2007年 - 2011年、孔雀姫華陀） - 2シリーズ
- 史上最強の弟子ケンイチ（キサラの母、ワルキューレ）
- 桃華月憚（守東由美子、不思議ちゃん）
- ドラえもん（テレビ朝日版第2期）（2007年 - 2012年、マダム、ミナミのママ、浅間のママ、幼稚園の先生、セレブB）
- ななついろ★ドロップス（秋姫カリン）
- BACCANO! -バッカーノ!-（ナタリー・ベリアム）
- Myself ; Yourself（麻緒衣の母）

2008年
- クリスタル ブレイズ（モニカ）
- セキレイ（2008年 - 2010年、佐橋高美） - 2シリーズ
- テイルズ オブ ジ アビス（魔弾のリグレット）
- 夏目友人帳（2008年 - 2024年、藤原塔子） - 7シリーズ

2009年
- うみねこのなく頃に（右代宮絵羽 / エヴァ・ベアトリーチェ）
- クプ〜!!まめゴマ!（鈴木さん）
- ミラクル☆トレイン〜大江戸線へようこそ〜（愛梨の母）

2010年
- 神のみぞ知るセカイ（2010年 - 2013年、マネージャー、岡田マネージャー） - 2シリーズ
- 屍鬼（安森奈緒）
- スティッチ! 〜ずっと最高のトモダチ〜（カルメン）
- 伝説の勇者の伝説（フェリス母）
- ドラゴンボール改（2010年 - 2015年、人造人間18号） - 2シリーズ

2011年
- GOSICK -ゴシック-（一弥の母）
- SKET DANCE（母親）
- 忍たま乱太郎（庄左エ門の母〈初代〉）
- フリージング（2011年 - 2013年、オリビア＝エル＝ブリジット） - 2シリーズ

2012年
- あらしのよるに 〜ひみつのともだち〜（メイの母）
- 妖狐×僕SS（女）
- 新世界より（渡辺瑞穂）
- ブラック★ロックシューター（サヤの母）
- Persona4 the ANIMATION（南絵里）

2013年
- ソードアート・オンライン Extra Edition（カウンセリングの先生）
- トリコ×ONE PIECE×ドラゴンボールZ 超コラボスペシャル!!（人造人間18号）
- 熱風海陸ブシロード（アメの母）
- Fate/kaleid liner プリズマ☆イリヤ（2013年 - 2015年、藤村大河） - 3シリーズ
- マギ（2013年 - 2014年、練玉艶、マギB） - 2シリーズ

2014年
- Wake Up, Girls!（藍里の母）
- グラスリップ（永宮すゞね）
- 最近、妹のようすがちょっとおかしいんだが。（神前香子）
- となりの関くん（横井さんの母）
- ナンダカベロニカ（こんぺいのママ）
- ノラガミ（2014年 - 2015年、ひよりのママ） - 2シリーズ
- ハマトラ（伊藤尚子）
- Fate/stay night [Unlimited Blade Works]（2014年 - 2015年、藤村大河） - 2シリーズ
- ポケットモンスター XY（リュウジ・ハジメの母）

2015年
- Charlotte（葬儀場の女性）
- デス・パレード（知幸の母）
- 電波教師（花音の母）
- ドラゴンボール超（2015年 - 2018年、人造人間18号）

2016年
- 昭和元禄落語心中（女中）
- 新あたしンち（たっくんママ）
- D.Gray-man HALLOW（院長）
- 91Days（シスター）
- パズドラクロス（サリー）
- 不機嫌なモノノケ庵（2016年 - 2019年、芦屋楢） - 2シリーズ
- マギ シンドバッドの冒険（練玉艶）

2017年
- 地獄少女 宵伽（安田景子）
- キノの旅 -the Beautiful World- the Animated Series（大統領）
- 鬼灯の冷徹（地獄太夫）

2018年
- カードキャプターさくら クリアカード編（大道寺園美）
- 軒轅剣 蒼き曜（龐夫人）
- あかねさす少女（みあの母）

2019年
- スター☆トゥインクルプリキュア（2019年 - 2020年、AI、セレブ、マザーAI、いて座のスタープリンセス）
- Fate/Grand Order -絶対魔獣戦線バビロニア-（2019年 - 2020年、ジャガーマン）
- 放課後さいころ倶楽部（本田雅）
- 警視庁 特務部 特殊凶悪犯対策室 第七課 -トクナナ-（遠藤の元妻）

2020年
- ひぐらしのなく頃に業（2020年 - 2021年、鷹野三四） - 2シリーズ
- ふしぎ駄菓子屋 銭天堂（有馬みどり）

2021年
- 弱キャラ友崎くん（友崎の母）
- 灼熱カバディ（宵越の母）
- さんかく窓の外側は夜（半澤冴子）

2022年
- ちみも（スナックのママ）
- BanG Dream! Morfonication（校長先生）
- アキバ冥途戦争（美千代）
- 宇崎ちゃんは遊びたい!ω（桜井春子）

2023年
- ノケモノたちの夜（ケイト）
- 逃走中 グレートミッション（2023年 - 2024年、フェザリー・ギバー）
- 江戸前エルフ（歌声）
- 事情を知らない転校生がグイグイくる。（茜の祖母）
- BanG Dream! It's MyGO!!!!!（校長）
- SHY（ナタリア）

2024年
- 百千さん家のあやかし王子（古木の妖）
- 【推しの子】（吾郎の祖母）
- アクロトリップ（地図子の母）

2025年
- 完璧すぎて可愛げがないと婚約破棄された聖女は隣国に売られる（ナレーション、ヒルデガルト・アデナウアー）
- 鬼人幻燈抄（直次の母）
- Turkey!（庵珠）

### 劇場アニメ
1986年
- プロジェクトA子（A子〈摩神英子〉）

1990年
- CAROL（テレーズ先生）
- シティーハンター 百万ドルの陰謀（美樹）
- シティーハンター ベイシティウォーズ（美樹）
- チンプイ エリさま活動大写真（さやか）

1991年
- 安達が原（アンニー黒塚）

1992年
- ドラえもん のび太と雲の王国（パルパル）
- ろくでなしBLUES（和美）

1994年
- ドラゴンボールZ 超戦士撃破!!勝つのはオレだ（人造人間18号）

1995年
- ドラえもん のび太の創世日記（女）

1996年
- それいけ!アンパンマン 空とぶ絵本とガラスの靴（ホッピー〈妖精〉）

1997年
- ヘルメス—愛は風の如く（アフロディーテ）

1999年
- ドラえもん のび太の宇宙漂流記（リアンの母）

2000年
- 劇場版カードキャプターさくら 封印されたカード（大道寺園美）
- クレヨンしんちゃん 嵐を呼ぶジャングル（TVナレーター）
- 太陽の法 エル・カンターレへの道（アフロディーテ、トスの妻、文殊）

2003年
- 黄金の法 エル・カンターレの歴史観（アフロディーテ、文殊）

2005年
- 劇場版 甲虫王者ムシキング グレイテストチャンピオンへの道（未来幸子）
- ブラック・ジャック ふたりの黒い医者（兄妹の母）

2006年
- 永遠の法 エル・カンターレの世界観（ナイチンゲール）

2008年
- 劇場版 空の境界 第五章 矛盾螺旋（巴の母）

2009年
- 仏陀再誕 - The REBIRTH of BUDDHA（小夜子の母）

2010年
- イヴの時間 劇場版（リナ）
- 宇宙ショーへようこそ（佐藤ミツル）
- 劇場版 3D あたしンち 情熱のちょ〜超能力 母大暴走!（袴田さん）
- 劇場版 Fate/stay night UNLIMITED BLADE WORKS（藤村大河）

2012年
- 神秘の法（学園の先生）
- 映画ドラえもん のび太と奇跡の島 〜アニマル アドベンチャー〜（のび助の母）

2013年
- ドラゴンボールZ 神と神（18号）

2014年
- Wake Up, Girls! 七人のアイドル（藍理の母）

2015年
- ドラゴンボールZ 復活の「F」（人造人間18号）
- UFO学園の秘密（宇宙人インカール）

2017年
- 劇場版 Fate/stay night [Heaven's Feel] I - III（2017年 - 2020年、藤村大河） - 3作品

2018年
- フリクリ オルタナ（河本静香）
- 劇場版 夏目友人帳 〜うつせみに結ぶ〜（藤原塔子）
- 宇宙の法—黎明編—（インカール）

2019年
- 映画 スター☆トゥインクルプリキュア 星のうたに想いをこめて（AI）

2021年
- 宇宙の法-エローヒム編-（ベガの女王）

2022年
- ドラゴンボール超 スーパーヒーロー（人造人間18号）

### OVA
1985年
- GREED（イノセントB）

1986年
- トゥインクルハート 銀河系までとどかない（シュークリームバット）
- ドリームハンター麗夢II 聖美神学園の妖夢（黒薔薇会女生徒達）

1987年
- バブルガムクライシス（アイリン・張）
- プロジェクトA子 シリーズ（1987年 - 1989年、魔神英子〈A子〉） - 3作品

1988年
- 恐怖のバイオ人間 最終教師（大森ゆかり）

1989年
- エクスプローラーウーマン・レイ（橘舞）
- 機動戦士SDガンダムMARK-II（ミネバ）
- 銀河英雄伝説（貴族令嬢）
- 妖魔（小夜）

1990年
- A-Ko The VS（A-KO）
  - GRAY SIDE
  - BLUE SIDE

- THE八犬伝（伏姫）
- SOL BIANCA（メイ）
- 毎日が日曜日（竹下夕美）

1991年
- ARIEL（エミ）
- おざなりダンジョン 風の塔（グレートソウル）
- がんばれゴエモン 次元城の悪夢（おみつ）
- 硬派銀次郎（小沢高子）
- ザ・学園超女隊（おケイ）
- 創竜伝
- SOL BIANCA2（メイ）
- BURN-UP（レイミ）
- 闇の司法官ジャッジ（七瀬）

1992年
- カメレオン4（理恵）
- 絶対無敵ライジンオー 初恋大作戦!（大宮アナウンサー）
- 東京BABYLON A SAVE FOR TOKYO CITY STORY（皇北都）
- マグマ大使（飛鳥未来）

1993年
- ああっ女神さまっ（アナウンサー）
- 銃夢（ガリィ）
- 絶対無敵ライジンオー みんなが地球防衛組（大宮アナウンサー）

1994年
- 真・孔雀王（阿修羅）
- 臀撃おしおき娘ゴータマン（南沙織）

1995年
- プリンセス・ミネルバ（ミネルバ）

1996年
- 同級生2（篠原いずみ）

1997年
- 学校の幽霊6 最終章（瞳）
- 同窓会 Yesterday Once More（青木桃子）
- バトルアスリーテス大運動会（ジェシー・ガートランド）

1998年
- ガラスの仮面 千の仮面を持つ少女（杉子）
- 刻の大地〜花の王国の魔女〜（十六夜）

1999年
- ありさGood Luck（東条舞子）
- ツインビーPARADISE（ミント、グインビー、ピーチ先生）

2006年
- マリア様がみてる 3rdシーズン（小笠原祥子）

2008年
- こはるびより 第3巻（お姉様）
- ドラゴンボール オッス!帰ってきた孫悟空と仲間たち!!（18号）

2009年
- ひぐらしのなく頃に OVAシリーズ（2009年 - 2011年、鷹野三四） - 2作品

2011年
- カーニバル・ファンタズム（藤村大河）

2013年
- マジカル☆スター かのん100%（岡田マネージャー） - コミックス22巻DVD付き特別版に収録
- 夏目友人帳（藤原塔子）
  - ニャンコ先生とはじめてのおつかい（2013年）
  - いつかゆきのひに（2014年）

2014年
- 最近、妹のようすがちょっとおかしいんだが。（神前香子）※コミックス第7巻BD付き特装版
- Fate/kaleid liner プリズマ☆イリヤ（2014年 - 2019年、藤村大河） - 原作第4部コミックス第4巻オリジナルアニメ付きBD限定版、OVA『プリズマ☆ファンタズム』

2021年
- Fate/Grand Carnival（ジャガーマン）

### Webアニメ
- イヴの時間（2008年、リナ[84]）
- 拡張少女系トライナリー（2017年、神楽 母）
- 衛宮さんちの今日のごはん（2018年 - 2019年、藤村大河[85]）
- 松本零士先生×鷹の爪 小泉八雲『雪女 特別編』 / 怪談のふるさと松江5周年記念作品（2018年、雪女）
- Fate/Grand Order 藤丸立香はわからない（2023年、ジャガーマン）
- スーパードラゴンボールヒーローズ プロモーションCGムービー（人造人間18号〈オゾット〉）

### ゲーム
1990年
- SOL BIANCA（メイヨ）

1991年
- 救命処置（藤田真紀）

1992年
- サークI・II（ルゥ・ピクシー） - 2作品
- プリンセス・ミネルバ（ミネルバ）

1993年
- 3×3 EYES〜三只眼變成〜（美星）
- 電脳天使（名木田先生）
- ドラゴンボールZ 超武闘伝（人造人間18号）

1994年
- サークIII（ルゥ・ピクシー）
- 聖戦士伝承・雀卓の騎士（リシャール＝ハンマ）
- ツインビー 対戦ぱずるだま（ミント、グインビー）
- ドラゴンボールZ 超武闘伝3（人造人間18号）
- ドラゴンボールZ 武勇烈伝（人造人間18号）
- ウルトラセブン 地球防衛作戦（マドカ隊員）

1995年
- ドラゴンボールZ アルティメットバトル22（人造人間18号）
- ドラゴンボールZ 真武闘伝（人造人間18号）
- 魔法の雀士 ぽえぽえポエミィ（ハツ）

1996年
- 新スーパーロボット大戦（ユカ・マイラス、ルペ・シノ）
- ときめき麻雀グラフティ 年下の天使たち（睦月霞）
- ドラゴンボールZ 偉大なるドラゴンボール伝説（人造人間18号）
- バトルアスリーテス大運動会（1996年 - 1999年、ジェシー・ガーランド） - 3作品
- ぷよぷよCD通（ミニゾンビ、トリオ・ザ・バンシー）
- ラブリーポップ麻雀 雀々しましょ（1996年 - 2000年、八千草彩） - 2作品

1997年
- クーロンズゲート（コニー楊）

1998年
- お嬢様特急（鹿島静花、美弥澪）
- 快速天使（女戦士、麻雀娘、女研究員、メイド）
- 機動戦士ガンダム ギレンの野望（レイラ・レイモンド）
- 銀河お嬢様伝説ユナ -FINAL EDITION-（椿花）
- ツインビーRPG（ミント、グインビー、ピーチ先生）
- 初恋物語（名木田先生）
- ミサの魔法物語（鳴海浅葱）

1999年
- SDガンダム GGENERATION（1999年 - 2012年、ルペ・シノ） - 10作品
- ストリートファイターEX2 PLUS（シャロン）
- 火魅子伝〜恋解〜（亜衣）
- リフレインラブ2（久志原美紀）

2000年
- アーマード・コア2（レミル・フォートナー）
- クイズ ああっ女神さまっ〜闘う翼とともに〜（リンド）
- スーパーロボット大戦α / α for Dreamcast（2000年 - 2001年、ルペ・シノ） - 2作品
- ストリートファイターEX3（シャロン）
- ねっと DE ぱら（本庄瑞貴）

2001年
- 火焔聖母 〜The Virgin on Megiddo〜（長内理都子）
- 魔剣爻（アキナス）
- Fragrance Tale（フィリス、妖精サフィ）

2003年
- ANUBIS ZONE OF THE ENDERS（LEVナビゲーター）
- 最終兵器彼女（ふゆみ）
- ドラゴンボールZ（人造人間18号）
- for Symphony（皇華乃）

2004年
- 片神名〜喪われた因果律〜（ヒミコ）
- ステラデウス（ルーメン）
- マイネリーベ 優美なる記憶（フランシス）
- ドラゴンボールZ 舞空闘劇（人造人間18号）
- ドラゴンボールZ2（人造人間18号）

2005年
- 新世紀勇者大戦
- SHUFFLE! ON THE STAGE（時雨亜沙）
- テイルズ オブ ジ アビス（リグレット）
- ドラゴンボールZ Sparking!（2005年 - 2024年、人造人間18号） - 4作品
- ドラゴンボールZ 舞空烈戦（人造人間18号）
- ドラゴンボールZ3（人造人間18号）
- Myst V: End of Ages（イーシャ）

2006年
- 超ドラゴンボールZ（人造人間18号）
- ドラゴンボールZ 真武道会（人造人間18号）
- ひぐらしデイブレイク シリーズ（2006年 - 2009年、鷹野三四） - 4作品

2007年
- オーディンスフィア（ミリス）
- CRYSIS（ヘレナ）
- テイルズ オブ ファンダム Vol.2（リグレット）
- ドラゴンボールZ 真武道会2（人造人間18号）
- ドラゴンボールZ 遥かなる悟空伝説（人造人間18号）
- BALDR BULLET EQUILIBRIUM（ローザ・オブライエン）
- ひぐらしのなく頃に シリーズ（2007年 - 2020年、鷹野三四） - 10作品
- Fate/stay night [Realta Nua]（藤村大河、タイガ）
- フェイト/タイガーころしあむ（2007年 - 2008年、藤村大河） - 2作品
- とびだせ!トラぶる花札道中記（タイガ）

2008年
- アーマード・コア フォーアンサー（オペレータ、霞スミカ）
- ドラゴンボールZ インフィニットワールド（人造人間18号）
- ドラゴンボールZ バーストリミット（人造人間18号）

2009年
- スーパーロボット大戦NEO（神代まい）
- ドラゴンボール レイジングブラスト（人造人間18号）
- Really? Really! リアリアDS（時雨亜沙）

2010年
- うみねこのなく頃に シリーズ（2010年 - 2021年、右代宮絵羽 / エヴァ・ベアトリーチェ） - 4作品
- 黄金夢想曲 シリーズ（2010年 - 2011年、エヴァ・ベアトリーチェ） - 3作品
- テイルズ オブ ファンタジア なりきりダンジョンX（クルール、ノルン）
- ドラゴンボール タッグバーサス（人造人間18号）
- ドラゴンボールヒーローズ シリーズ（2010年 - 2024年、人造人間18号） - 7作品
- ドラゴンボール レイジングブラスト2（人造人間18号）
- elan（ユリ・サカキ）

2011年
- パンドラの塔 君のもとへ帰るまで（妻 / 0号）
- プロジェクトケルベルス（霧子）
- ドラゴンボール改 アルティメット武闘伝（人造人間18号）

2012年
- アーマード・コアV（COMボイス9、10）

2013年
- アルカナ・ファミリア2（アガタ）
- プレイステーション オールスター・バトルロイヤル（ぽっちゃりプリンセス）

2014年
- 朧村正 角隠女地獄（蝶々太夫）
- Fate/hollow ataraxia（藤村大河）

2015年
- スーパーロボット大戦BX（ディボーティー）
- ドラゴンボールZ 超究極武闘伝（人造人間18号）
- ドラゴンボール ゼノバース（人造人間18号）

2016年
- グランブルーファンタジー（2016年 - 2024年、コーデリア）
- 真・女神転生IV FINAL（ダヌー）
- ドラゴンボール ゼノバース2（人造人間18号）
- ドラゴンボールフュージョンズ（人造人間18号）
- Fate/Grand Order（2016年 - 2022年、ジャガーマン）

2017年
- GOD WARS 〜時をこえて〜（2017年 - 2018年、ハナサカ） - 2作品

2018年
- 銀魂乱舞（華陀）
- ドラゴンボール ファイターズ（人造人間18号）

2019年
- スーパーロボット大戦T（ノヴァ）
- ケイデンス・オブ・ハイラル: クリプト・オブ・ネクロダンサー feat. ゼルダの伝説（ケイデンス）

2020年
- ドラゴンボールZ カカロット（人造人間18号）
- ドラゴンクエストX いばらの巫女と滅びの神 オンライン（エルガドーラ）

2021年
- スーパーロボット大戦DD（2021年 - 2024年、神代まい）
- テイルズ オブ ザ レイズ（2021年 - 2022年、クルール、リグレット）
- スーパーロボット大戦30（ルペ・シノ、エヴァ・フォルツォイク、ノヴァ）

2024年
- 逆転オセロニア（オルヴィダ）

### ドラマCD
時期不明
- 北欧神話・伝説 2、4（ナレーション）
- MIND ASSASSIN（山下夜志保）

1991年
- 十兵衛紅変化（荻代さやか）

1993年
- ツインビーPARADISE（ミント、グインビー、ピーチ先生）
- 魔神英雄伝ワタル3 虎王物語 虎王伝説 CDシネマ2 魔皇降臨編（りん）
- 魔神英雄伝ワタル3 虎王物語 虎王伝説 CDシネマ3 千年恋歌編（りん）
- CDシネマ ママは小学4年生〜AFTER〜（みらい〈10歳〉）

1994年
- ハイスクール・オーラバスター 迷える羊に愛の手を（山口美夜）
- ルナ・シークレット（和桂月）

1998年
- 刻の大地 シリーズ（1998年 - 1999年、十六夜）
  - 奇跡の花/闇の王エスト
  - Vol.2 夢の館 幻の丘
  - 〜花の王国の魔女〜

1999年
- 火魅子伝〜恋解〜 オリジナル・ドラマCD 耶麻台歳時記（亜衣）

2000年
- 最遊記 壱 華焔の残夢（芙蓉）

2001年
- 耽美夢想マイネリーベ 虹の橋〜ビブロスト〜（フランシス先生）

2002年
- ドラマCD 空の境界 俯瞰風景（巫浄霧絵）

2004年
- SHUFFLE! ドラマシリーズ FILE.04 時雨亜沙（時雨亜沙）
- バイトでウィザード（倉田君香）
- マリア様がみてる シリーズ（小笠原祥子）
  - マリア様がみてる
  - マリア様がみてる2
  - マリア様がみてる 黄薔薇革命 2枚組
  - マリア様がみてる いばらの森

2005年
- ひぐらしのなく頃にシリーズ（鷹野三四）
  - ひぐらしのなく頃に 原作ドラマCD
  - ひぐらしのなく頃に アンソロジードラマCD

- マリア様がみてる シリーズ（小笠原祥子）
  - マリア様がみてる ロサ・カニーナ
  - マリア様がみてる ウァレンティーヌスの贈り物 2枚組
  - マリア様がみてる ファースト デート トライアングル
  - マリア様がみてる いとしき歳月
  - マリア様がみてる いとしき歳月2 2枚組

2006年
- シャッフル! オン・ザ・ステージ CDドラマvol.1、2（時雨亜沙）※vol.1 麻弓 vol.2 カレハ
- テイルズ オブ ジ アビス（リグレット）
- マリア様がみてる いつしか年も（小笠原祥子）
- マリア様がみてる 長き夜の（小笠原祥子）
- ひぐらしのなく頃に アペンドディスク（鷹野三四）

2007年
- SHUFFLE! MEMORIES オリジナルドラマCD Vol.1 楓編、Vol.2 リシアンサス編（時雨亜沙）
- ひぐらしのなく頃に 語咄し編（鷹野三四）
- 危機之介御免 音之壱盤『毒味之危機』 / 音之弐盤『未来之危機』（2007年 - 2008年、富士見茄子、講釈）
- 桃華月憚 華劇草紙（守東由美子） - 2作品
- マリア様がみてる チェリーブロッサム 2枚組（小笠原祥子）
- 夏目友人帳（藤原塔子）

2009年
- ペルソナ3 New Moon（美鶴の母親〈桐条英恵〉）
- マリア様がみてる ロザリオの滴/黄薔薇注意報（小笠原祥子）
- マリア様がみてる レイニーブルー（小笠原祥子）
- ラディカル・ホスピタル（赤坂しの）

2010年
- 浅見光彦シリーズ「天河伝説殺人事件」（水上菜津美）
- LaLa ふろくドラマCD「夏目音物語集」（藤原塔子）※2010年11月号付録
- マリア様がみてる パラソルをさして 2枚組（小笠原祥子）

2011年
- 葬儀屋リドル（ファウスト）

2013年
- 孔明のヨメ。（蔡夫人）
- Sound Drama Fate/EXTRA（藤村大河）
  - 第一章「月の聖杯戦争」
  - 第二章「強きもの弱きもの」

- レーカン!（コギャル霊の母）

2014年
- Fate/hollow ataraxia ドラマCD ノーマネーノーライフ バゼット＝サン（藤村大河）※コンプティーク 2015年1月号付録

2017年
- 劇場版 Fate/stay night [Heaven's Feel] I.presage flower Original Drama CD「First Include」（藤村大河）

### 吹き替え

#### 担当女優
キャメロン・ディアス
- ベリー・バッド・ウェディング（ローラ）
- マスク（ティナ・カーライル）※ソフト版
- メリーに首ったけ（メリー）

#### 映画
年代不明
- 鏡の中の他人（ジョセフィーヌ）
- カンニバル!（ポーリー）
- 外科医（シルビア）
- シックスティーン（ソフィー）
- チャイニーズ・ウォリアーズ（チンチン〈シンディ・ラウ〉）
- ナイトウォッチ（リアン）
- ノンストップ・ガール（ジョリーン〈ヘザー・グラハム〉）
- ピュア・ラック（ヴァレリー〈シーラ・ケリー〉）
- ファイティング・キッズ（ドーン〈カーラ・ブオノ〉）
- エンジェル・コマンド（マイア〈リン＝ホリー・ジョンソン〉）※テレビ東京版
- ソウル・フード（バード〈ニア・ロング〉）
- ダウンタウン（ローリ〈ペネロープ・アン・ミラー〉）

1985年
- コットンクラブ（ベラ・シセロ〈ダイアン・レイン〉）※ソフト版

1986年
- アイアン・イーグル（ケイティ〈メローラ・ハーディン〉）

1987年
- 死霊のはらわたII（リンダ〈デニス・ビクスラー〉）※テレビ東京版（思い出の復刻版ブルーレイに収録）

1988年
- プレシディオの男たち（ドナ・コールドウェル〈メグ・ライアン〉）※フジテレビ版

1989年
- 恋人たちの予感
- バロン（サリー〈サラ・ポーリー〉）※ソフト版

1990年
- ネバーエンディング・ストーリー 第2章（幼ごころの君〈アレクサンドラ・ジョネス〉）※ソフト版

1991年
- プロジェクト・イーグル（桃子〈池田昌子〉）
- リップスティック（キャシー・マコーミック〈マリエル・ヘミングウェイ〉）※テレビ東京版

1992年
- リーサル・ウェポン2/炎の約束（リカ〈パッツィ・ケンジット〉）※TBS版
- 炎の大捜査線
- マイ・ガール（ベーダ・サルテンファス〈アンナ・クラムスキー〉）※ソフト版
- ラビリンス/魔王の迷宮（サラ〈ジェニファー・コネリー〉）※NHK-BS版

1993年
- 沈黙の戦艦（ジョーダン・テート〈エリカ・エレニアック〉）※ソフト版
- 必殺ビッグガン/最後の標的（マチルド）※テレビ朝日版
- ハートブレイク・タウン（キミー〈アリッサ・ミラノ〉）
- ふたりのロッテ（シャルロッテ）

1994年
- 心のままに（アマンダ〈ローレン・トム〉）
- パルプ・フィクション（ファビアン〈マリア・デ・メディロス〉）
- マイ・ガール2（ベーダ・サルテンファス〈アンナ・クラムスキー〉）※ソフト版
- ミセス・ダウト（リディア・ヒラード〈リサ・ジェイカブ〉）※ソフト版

1995年
- 愛の奴隷（イレーネ〈ジェニファー・コネリー〉）
- インセクト 変態愛（ユージュニア〈パッツィ・ケンジット〉）

1996年
- エマニエル夫人（マリアンジュ〈クリスティーヌ・ボワッソン〉）※テレビ東京版
- パワーレンジャー・映画版（アイーシャ・キャンベル / イエローレンジャー〈キャラン・アシュレー〉）

1998年
- クロス・エレメント（ローラ〈アンドレア・ロス〉）

1999年
- 25年目のキス

2000年
- ボーイズ・ドント・クライ（キャンディス）

2001年
- ハイ・フィデリティ（ローラ〈イーベン・ヤイレ〉）
- DENGEKI 電撃（リンダ〈ジェニファー・アーウィン〉）※ソフト版
- チアーズ!（コートニー〈クレア・クレーマー〉）

2002年
- ニューヨークの恋人（ダーシー〈ナターシャ・リオン〉）※ソフト版

2004年
- ヴィレッジ（キティ〈ジュディ・グリア〉）※ソフト版

2006年
- 愛しのアクアマリン（アクアマリン〈サラ・パクストン〉）
- ファイナル・デッドコースター（アシュリン・ハルペリン〈クリスタル・ロウ〉）

2008年
- あぁ、結婚生活（ケイ〈レイチェル・マクアダムス〉）

#### テレビドラマ
- イヴのすべて（チン・ソンミ）※テレビ朝日版
- イタズラなKiss〜惡作劇之吻〜（入江紀子）
- イタズラなKissII〜惡作劇2吻〜（入江紀子）
- イタズラなKiss〜Playful Kiss（ファン・グミ）
- オン・ジ・エアー（ベティ・ハドソン〈マーラ・ルビネフ〉）
- コーキーとともに（ベッカ・サッチャー）
- コールドケース6（ダイアン）※WOWOW版
- シャーロック・ホームズの冒険 犯人は二人（シャーロッテ・マイルズ）※完全版
- 新アウターリミッツ #7（カレン・ロス〈ミーガン・フォローズ〉）※WOWOW版
- スティーヴン・キングのキングダム・ホスピタル（クリスティン医師）※WOWOW版
- 青春の城 コビントン・クロス #10（キャサリン〈キャロライン・ハーカー〉）※NHK版
- タイムマシーンにお願い #11（ミッシェル）※TBS版
- 4400 未知からの生還者（リリー・ムーア〈ローラ・アレン〉）※WOWOW版
- フリッパー/フリッパー2（マヤ）※WOWOW版
- フルハウス（キミー・ギブラー〈アンドリア・バーバー〉）※NHK教育版
  - フラーハウス ※Netflix版
- HELIX -黒い遺伝子-（ジュリア・ウォーカー）
- 冒険野郎マクガイバー 第1シーズン #3 少女イアナ（イアナ）※TBS版
- マザー・ファーザー・サン（キャスリン〈ヘレン・マックロリー〉[100]）※WOWOW版
- ヤングライダーズ（エミリー）

#### アニメ
年代不明
- ドン・キホーテ（姪）

1990年
- スヌーピーとチャーリーブラウン（フリーダ）

1991年
- 西遊記 孫悟空対白骨婦人（小猿1）

1992年
- チップとデールの大作戦（ベビー、ルワイニー）※新吹き替え版

1993年
- バットマン（ハーレイ・クイン）

1994年
- おやゆび姫 サンベリーナ

2001年
- スーパーマン（ハーレイ・クイン）
- バットマン・ザ・フューチャー 蘇ったジョーカー（ハーレイ・クイン）

2004年
- ジャスティス・リーグ（ハーレイ・クイン）

2006年
- 少女チャングムの夢（チャングム）

2007年
- ザ・シンプソンズ MOVIE（ヘレン・ラブジョイ夫人）※劇場公開版

2009年
- Disney's クリスマス・キャロル（ファン）

2016年
- ファインディング・ドリー（シンディ）

### ナレーション
- 激スポ!タレコミ
- たけしの万物創世紀

### CM
- ソニッケアー
- ハーバルエッセンス
- HIS
- マクドナルド あんしん0円
- 旭化成
- アイフル 「借りすぎ注意」編
- NTT東日本（ロゴ）

他

### ラジオ
※はインターネット配信。
- らじおタイガー道場（2007年2月22日 - 9月6日、アニメイトTV※、音泉※）

### ラジオCD
- キャラジオCD SHUFFLE! バーベナ学園放送部vol.2（2005年11月2日）
- DJ CD「マリア様がみてる」1（2006年8月4日）
- ねぶら おまとめ盤〜2009夏〜
- DJCD『うみねこのなく頃に』Episode R -Radio of the golden witch- 第1巻（2009年12月23日）
- プレミアムCD「マリア様がみてる」Vol.2（2010年2月24日）
- ラジオCD「Fate/kaleid liner イリヤと凛のプリズマ☆ナイト ツヴァイ ヘルツ!」（2015年7月29日）

### ラジオドラマ
- ツインビーPARADISE（1993年、グインビー、ミント、ピーチ先生）
  - ツインビーPARADISE2（1994年）
  - ツインビーPARADISE3（1996年）

### デジタルコミック
- ミケちゃんとやすらぎさん（2022年、ナレーション[101]）
- 三途の川アウトレットパーク（2024年、牧野良子[102]）

### 映像商品
- SHUFFLE! LIVE Only for you（2006年2月24日）
- Live in TOKYO かぶら2008（2008年8月6日）
- マリア様がみてる〜秋のリリアン祭 第二部〜（2009年2月25日）※第二部のみDVDにて発売
- TYPE-MOON Fes. -10th ANNIVERSARY EVENT- Blu-ray Disc Box（2013年1月16日）
- 声優×和楽器コラボレーションユニット 声劇和楽団 第5回公演「源氏物語〜陽光の姫 夕闇の君〜」DVD（藤壺の宮 声の出演）

### DVD
- 『桃華月憚』DVD-BOX（限定版と通常版）
  - 1 月華之抄 特典 音声ドラマ 守東由美子編（限定版）
  - 2 蝶華之抄
  - 3 香華之抄
  - 4 風華之抄

### 舞台
※他にも、研修生時代や新人時代に舞台も幾つか出演しているが、公式出演歴は不詳。
- 第1回茶風林プロデュース公演「ベンケイ☆パンチ」（2004年12月10日 - 12日、銀座小劇場）
- 怪し会〜参（2010年8月、松栄山了法寺）[103]
- タンバリンプロデューサーズ「怪し会〜肆〜 怪談朗読を肴に旨い日本酒を舐める会」（2011年9月2日 - 4日、もっとい不動密蔵院）
- 声劇和楽団（声優×和楽器コラボレーションユニット） 第5回公演「源氏物語〜陽光の姫 夕闇の君〜」（2016年9月） - 藤壺の宮 役（声の出演）
- 怪し会 拾（2018年3月28日 - 4月2日、もっとい不動密蔵院）[104]
- TACCS 1179 ×酒林堂八雲（2021年1月5日）（YouTube〈生配信〉）にて（TACCSチャンネル）
- 【和楽器×朗読】声劇和楽団 第八回公演 音楽朗読劇『鳥獣奇譚』2021年11月27日 - 28日にニッショーホールにて開催（さるかに合戦）。ストリーミング配信、配信期間12月29日13:00 - 2022年1月25日。

### パチスロ・パチンコ
- ツインビーJG（ミント、グインビー）
- パチスロうみねこのなく頃に（右代宮絵羽）

### その他
- はまぎん こども宇宙科学館 プラネタリウム（案内 / プログラムナレーション）
- 知研式知能教育プログラム 知能キッズDVD
- ソースネクスト メキメキ算数伝説/算数伝説 ドラゴンクリスタルを探せ（ラビー）
- 山梨県立科学館 プラネタリウム 信玄が見た星空
- BS1スペシャル「ボクの自学ノート〜7年間の小さな大冒険〜」（声の出演）
- Project COLD（2021年、高市晴美）

## ディスコグラフィ

### キャラクターソング
| 発売日   | 商品名                                                                                  | 歌 | 楽曲                                                    | 備考                                                              |
| 1988年   | 1988年                                                                                  | 1988年 | 1988年                                                  | 1988年                                                            |
| -------- | --------------------------------------------------------------------------------------- | --- | ------------------------------------------------------- | ----------------------------------------------------------------- |
| 10月21日 | プロジェクトA子 Original Song Book                                                      | 伊藤美紀 | 「In Your Eyes」                                        | OVA『プロジェクトA子』関連曲                                      |
| 10月21日 | プロジェクトA子 Original Song Book                                                      | 摩神英子（伊藤美紀） | 「坂道(Normal Version)」                                | OVA『プロジェクトA子』関連曲                                      |
| 10月21日 | プロジェクトA子 Original Song Book                                                      | 伊藤美紀、篠原恵美、富沢美智恵 | 「うわさのスーパーガール」 「シンデレラ・ラプソディー」 | OVA『プロジェクトA子』関連曲                                      |
| 10月21日 | プロジェクトA子 Original Song Book                                                      | 摩神英子（伊藤美紀）、大徳寺美子（篠原恵美）、寿詩子（富沢美智恵）                                                                                       | 「プロジェクトA to Z数え唄」                            | OVA『プロジェクトA子』関連曲                                      |
| 10月21日 | プロジェクトA子 Original Song Book                                                      | プロジェクト・シスターズ | 「ダンスアウェイ〜A子のテーマ〜」                       | OVA『プロジェクトA子』関連曲                                      |
| 10月21日 | プロジェクトA子 Original Song Book                                                      | プロジェクト・シスターズ | 「フォローユアドリーム〜C子のテーマ〜」                 | OVA『プロジェクトA子』関連曲                                      |
| 1991年   |                                                                                         | |                                                         |                                                                   |
| 3月25日  | バーンナップ オリジナルサウンドトラック＆スペシャルドラマアルバム                       | 柴田由美子、伊藤美紀、西原久美子 | 「BURN UP MY HEART」                                    | OVA『BURN-UP』エンディングテーマ                                  |
| 1995年   |                                                                                         | |                                                         |                                                                   |
| 3月29日  | プリンセス・ミネルバ original drama＆soundtrack                                         | 伊藤美紀 | 「WAGAMAMA」                                            | OVA『プリンセス・ミネルバ』キューティー仮面のテーマ               |
| 1996年   |                                                                                         | |                                                         |                                                                   |
| 1月1日   | 魔法騎士レイアース ORIGINAL SONG BOOK 2                                                 | ノヴァ（伊藤美紀） | 「無限のラビリンス」                                    | テレビアニメ『魔法騎士レイアース』関連曲                          |
| 2004年   |                                                                                         | |                                                         |                                                                   |
| 10月27日 | SHUFFLE! キャラクターイメージヴォーカルアルバム「シャッフルタイム」                     | 時雨亜沙（伊藤美紀） | 「High Tension Dreamer」                                | テレビアニメ『SHUFFLE! MEMORIES』第3話・第8話オープニングテーマ   |
| 2005年   |                                                                                         | |                                                         |                                                                   |
| 4月22日  | マリア様がみてる〜春〜 イメージアルバムvol.1 紅薔薇編                                   | 福沢祐巳（植田佳奈）、小笠原祥子（伊藤美紀）、水野蓉子（篠原恵美）                                                                                       | 「紅薔薇のテーマ」 「いつの日にか」                     | テレビアニメ『マリア様がみてる』関連曲                            |
| 12月7日  | キャラジオCD SHUFFLE! バーベナ学園放送部vol.3                                           | リシアンサス（あおきさやか）、ネリネ（永見はるか）、芙蓉楓（後藤邑子）、時雨亜沙（伊藤美紀）                                                             | 「Smile Smile」                                         | 『』オープニングテーマ                                            |
| 2006年   |                                                                                         | |                                                         |                                                                   |
| 1月12日  | キャラジオCD SHUFFLE! バーベナ学園放送部vol.4                                           | リシアンサス（あおきさやか）、ネリネ（永見はるか）、芙蓉楓（後藤邑子）、時雨亜沙（伊藤美紀）、プリムラ（ひと美）                                         | 「Smile Smile」                                         | 『』オープニングテーマ                                            |
| 2月8日   | キャラジオCD SHUFFLE! バーベナ学園放送部vol.5                                           | リシアンサス（あおきさやか）、ネリネ（永見はるか）、芙蓉楓（後藤邑子）、時雨亜沙（伊藤美紀）、プリムラ（ひと美）、土見稟（杉田智和）、緑葉樹（荻原秀樹） | 「Smile Smile」                                         | 『』オープニングテーマ                                            |
| 3月24日  | SHUFFLE! ON THE STAGE Character Vocal Album                                             | 時雨亜沙（伊藤美紀） | 「Smiley Shiney Day」                                   | ゲーム『SHUFFLE! ON THE STAGE』関連曲                             |
| 2007年   |                                                                                         | |                                                         |                                                                   |
| 4月11日  | SHUFFLE! MEMORIES CHARACTER SONG ALBUM                                                  | 時雨亜沙（伊藤美紀） | 「wish」                                                | テレビアニメ『SHUFFLE! MEMORIES』第3話・第8話エンディングテーマ   |
| 4月11日  | SHUFFLE! MEMORIES CHARACTER SONG ALBUM                                                  | 芙蓉楓（後藤邑子）、時雨亜沙（伊藤美紀） | 「キミと未来を」                                        | テレビアニメ『SHUFFLE! MEMORIES』関連曲                           |
| 10月12日 | 「Fate/stay night」キャラクターイメージソングスペシャル：藤村大河&イリヤ                | 藤村大河（伊藤美紀）、イリヤ（門脇舞以） | 「We are トラぶる」                                     | テレビアニメ『Fate/stay night』関連曲                             |
| 2008年   |                                                                                         | |                                                         |                                                                   |
| 1月16日  | ひぐらしのなく頃に解〜character case book〜 Vol.2 鷹野三四Link富竹ジロウ                | 鷹野三四（伊藤美紀） | 「梵〜karma〜」                                         | テレビアニメ『ひぐらしのなく頃に解』関連曲                        |
| 2014年   |                                                                                         | |                                                         |                                                                   |
| 12月24日 | Fate/kaleid liner プリズマ☆イリヤ ツヴァイ! キャラクターソング Prisma☆Love Parade Vol.2 | 藤村大河（伊藤美紀） | 「TIGER JET SING!」                                     | テレビアニメ『Fate/kaleid liner プリズマ☆イリヤ ツヴァイ!』関連曲 |